# Estação Barrio del Pilar
Barrio del Pilar é uma estação da Linha 9 do Metro de Madrid (Espanha).